# Avió de reacció

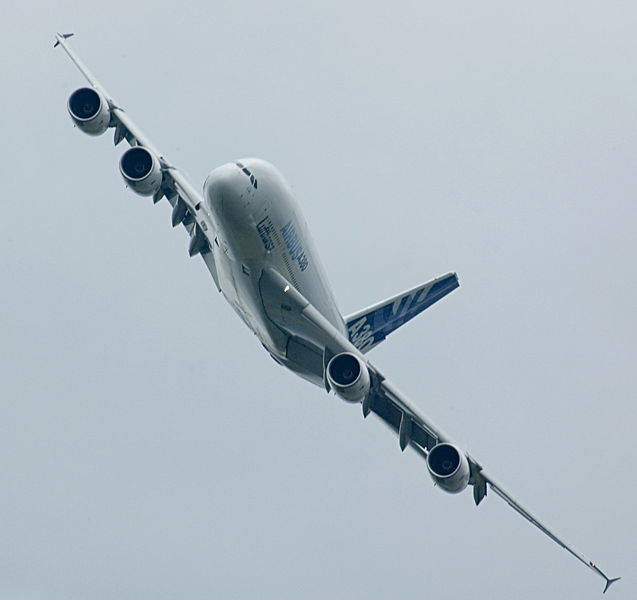
L'Airbus A380 és un avió de reacció tetramotor.

Un avió de reacció, jet o reactor és un avió impulsat per motors de reacció. Els avions de reacció volen molt més ràpidament que els avions impulsats per hèlixs, i poden volar a altituds superiors – de l'ordre 10.000 - 15.000 metres per a turbines de gas. A aquestes altituds, els motors de reacció assoleixen l'eficiència màxima en distàncies llargues. En contrapartida, els motors d'avions impulsats per hèlixs assoleixen l'eficiència màxima a altituds molt inferiors. La definició general d'avió de reacció inclou la propulsió d'avions mitjançant tota mena de motors de reacció: turbines de gas, coets, ramjets, etc.

## Història

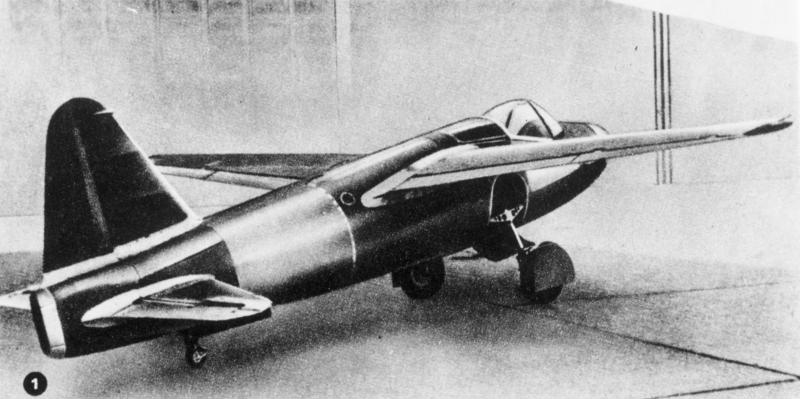
Heinkel He 178, el primer avió del món propulsat només amb motor de reacció

Dos enginyers, Frank Whittle del Regne Unit i Hans von Ohain d'Alemanya, desenvoluparen el concepte independentment a la darreria dels anys 1930, tot i que el primer turbojet és atribuït a Whittle.
El primer avió de reacció a volar va ser el Heinkel He 178, el 27 d'agost de 1939. Es tractava d'un projecte d'avió experimental, liderat per Hans von Ohain, que només estava preparat per a portar passatgers i equipament bàsic, que constituí el primer demostrador a partir del qual els fabricants alemanys d'aeronaus i d'aeromotors van tenir una visió aclaridora sobre la seua viabilitat.
En paral·lel, gràcies a l'equip d'investigació anglès per al desenvolupament del motor de reacció, liderat per Frank Whittle, ja s'havia provat un motor de reacció al banc d'assajos. El següent pas pels anglesos fou el primer vol del Gloster E.28/39 que fou el primer avió de reacció anglès en enlairar-se al 15 de maig de 1941.
Després de la guerra, la turbina de gas es va començar a adaptar a l'aviació civil, possibilitant així, majors abasts i majors altures. Així nasqué l'avió de Havilland Comet, avió de passatgers que començava a operar el 1952 i que tingué seriosos problemes de fatiga degut a les grans diferències de pressió que provocaren un progrés de clevills imprevist a l'etapa de disseny.
Una altra fita de l'aviació a reacció en el camp civil fou el disseny i funcionament de l'avió supersònic Concorde, el primer a portar passatgers, que resultà polèmic degut a l'encariment dels combustibles fòssils amb les crisis del petroli i a la contaminació acústica i atmosfèrica del seu vol.